# James Gray (zoologiste)
Pour les articles homonymes, voir James Gray et Gray.
James Gray (14 octobre 1891, Londres - 14 décembre 1975, Cambridge) est un zoologiste britannique qui aide à établir le domaine de la cytologie. Gray est également connu pour ses travaux sur la locomotion animale et le développement de la zoologie expérimentale. Il est connu pour le paradoxe de Gray concernant la locomotion des dauphins ,,,.

## Carrière et recherche
Gray est né à Londres et est diplômé du King's College de Cambridge en 1913. Après avoir servi pendant la Première Guerre mondiale, il retourne au King's College en 1919. Il est professeur de zoologie à l'Université de Cambridge de 1937 à 1954 et président de la Marine Biological Association de 1945 à 1955 . Après sa retraite, Gray est président de la Eugenics Society entre 1962 et 1965 .
Gray prononce la conférence Croonian de 1939 à la Royal Society et reçoit sa médaille royale en 1948. Il donne les conférences de Noël de la Royal Institution de 1951 (Comment les animaux bougent). Gray est fait chevalier en 1954 et élu membre de la Royal Society (FRS) en 1931  .